# Legedia
Legedia est le nom gallo-romain qui correspond probablement à l’actuelle ville d'Avranches dans le département de la Manche, en région Normandie.

## Localisation
L'ancienne Legedia, aujourd'hui probablement Avranches, dans le sud de l'actuel département de la Manche, est mentionnée sur la table de Peutinger. Une voie romaine reliait Condate (Rennes) à Legedia (Avranches) et Alauna (Valognes) puis Coriallo (Cherbourg),.

## Historique

### Les Ambibarii
Jules César, dans La Guerre des Gaules fait mention de la tribu celte des Ambibarii (Abrincates) vivant dans le sud de l'actuel département de la Manche. Au Ier siècle, Pline l'Ancien, dans son Histoire naturelle nomma ce peuple Abrincatui. Les Abrincates s'établirent sur l'oppidum nommé « Camp du Châtelier » sur le territoire de la commune du Petit-Celland à l'est d'Avranches. Cet oppidum fut fouillé en 1938 et 1939 par Mortimer Wheeler, célèbre archéologue britannique. Ces fouilles ont livré la preuve d'une occupation gauloise du site et d'un incendie qui occasionna son abandon. Cette fortification de l'âge du fer était ceinte d'un mur gaulois.

### La conquête romaine
En 56 av. J.-C., Quintus Titurius Sabinus, général romain remporta une victoire sur Viridovix, chef gaulois à la tête de la coalition des tribus celtes d'Armorique. Certains historiens pensent que cette fameuse bataille eut lieu sur le territoire de la commune du Petit-Celland, au lieu-dit le Chatellier.
Toutefois, l'archéologue britannique Colin Wells (en) formule de sérieux doutes concernant le déroulement de cette bataille au Petit-Celland. S'il est d'accord pour faire du camp du Chatellier l'oppidum principal des Abrincates, il est convaincu que le lieu du combat entre Quintus Titurius Sabinus et Viridovix reste à découvrir.

### La ville romaine du Haut-Empire
L'étude archéologique d'Avranches, menée depuis plus de trente années par l'archéologue Daniel Levalet, laisse penser que la conquête romaine se traduisit par la création de l'agglomération nouvelle de Legedia sur le site actuel d'Avranches.

### Destruction et rôle militaire de la ville au Bas-Empire
À la fin du IIIe siècle, vers 280, Legedia fut détruite par les pirates saxons, qui déferlent alors sur les rivages septentrionaux de l'Empire romain. Au IVe siècle, de la cité, un préfet militaire dirigea une garnison de cavaliers dalmates, sans doute cantonnée sur la côte, probablement sur le site du Grand Dick, au lieu-dit le Camp sur le territoire de la commune de Vains. Ainsi Avranches participa à la mise en œuvre de la Côte saxonne, système défensif côtier du Bas-Empire romain contre les incursions saxonnes.